# 道の駅ひたちおおた
道の駅ひたちおおた（みちのえき ひたちおおた）は、茨城県常陸太田市にある国道349号の道の駅である。

## 施設
- 駐車場
  - 普通車 208台
  - 大型車 14台
  - 身障者用 3台
- トイレ
  - 男（小）10器、（大）5器
  - 女 14器
  - 身障者用 2器
  - オストメイト対応 2器
  - おむつ交換シート 5台
- 情報物産コーナー
- レストラン
- 体験交流室、農業体験
- 特産物販売所
- 喫茶、軽食
- 無料休憩所
- コンビニエンスストア「デイリーヤマザキ」

## 休館日
- 無休